# Geosemántica
Geosemántica se refiere tanto a un concepto específico de las geociencias como a un concepto general (que deriva del anterior) a partir de la masificación social de la georreferenciación en Google Earth y otros programas de cartografía por Internet.
El término geosemántica deriva del griego geo, ‘Tierra’, y semántica, ‘sentido’.

## Concepto especificado  de las Geociencias
- Geosemántica es una arquitectura de servicios web basada en la ontología (informática), diseñada para integrar, traducir y compartir información multivariada y bienes de conocimiento (datos geoespaciales y noticias), que permite la transferencia y unificación de datos estandarizados de tipo geográfico entre bases de datos y por lo tanto entre instituciones y células de investigadores de GeoCiencias.

- La geosemántica fomenta la integración horizontal en temas geocientíficos de las instituciones, los investigadores y la comunidad para proveer información actualizada, facilitando al especialista la investigación y la evaluación de datos geoespaciales almacenados en una gran biblioteca digital, como apoyo para la toma de decisiones. Una vez concluida y en funcionamiento, permitirá, por un lado, la recopilación, integración, registro y socialización de información científica en las ciencias de la tierra, la creación de indicadores a nivel nacional y territorial, el monitoreo de desastres naturales, y, por otro, la investigación en tiempo real mediante la colaboración en línea de investigadores y laboratorios multidisciplinarios.

- La herramienta permite el acceso a espacios de trabajo del propio usuario e interinstitucionales. En ella se puede compartir documentos, mapas, capas, eventos, tareas, publicaciones, colecciones. Además, en ella se están implementando los servicios para la búsqueda, descubrimiento, localización y adquisición de información geoespacial.

- Este proyecto es llevado a cabo por el Earth Science Sector of Natural Resources Canada y se plantea su extensión a todos los contenidos societales, lo que deriva en una idea general de geosemántica.

## Concepto general
Comprendiendo la definición dada por este proyecto de las geociencias a la Geosemántica podemos pasar a la explicación del concepto general.
En la propuesta del sociólogo chileno Diego Cerda Seguel, presentada en septiembre de 2005 a partir del artículo “El Mundo según Google”, el concepto de la geosemántica es ampliado por fuera y más allá de las ciencias geofísicas, considerando a la amplitud de contenidos societales que existen en el planeta y están contenidos en Internet.
Google Earth es la base hipotética para esta concepción, puesto que prefigura la existencia de un navegador (browser) cuya interfaz visual es la superficie del planeta, pero cuya principal funcionalidad no solo es la navegación sobre el planeta en búsqueda de puntos geográficos, sino la navegación en general, sobre el planeta, es decir, la búsqueda de cualquier contenido producido en el planeta y que esté integrado en la Internet.
Este programa de Web Geosemántica implica también que las bases de datos que integra este navegador deberán estar escritas de acuerdo a las normas del proyecto de Web Semántica planteado por Berners Lee y el W3C, desde 1997. Esto significa que estas bases de datos estarán escritas en forma semántica, es decir, de manera que exista una capacidad mutua de comprensión entre los seres humanos y el motor de navegación, así como con sus bases de datos.
La Web semántica implica la escritura según parámetros gramaticales precisos en los niveles de sintaxis, y definición de las palabras, implicando con ello una uniformización del lenguaje de programación de las bases de datos cada vez menos esquemáticas y abstractas y cada vez más semánticas y fluidas hacia lenguaje natural humano, para la comprensión mutua humana y computacional. Para ello se precisa en un primer momento el desarrollo intensivo de tags, es decir de palabras claves asociadas, separadas por comas, de gran amplitud de sentidos y acepciones que refieren y vinculan al lugar donde ocurre el dato. Para luego incorporar definiciones sintáticas y asociativas de estos argots de palabras claves.
La Geosemántica propuesta incluye dentro de su definición a la geosemántica de las geociencias, pero se amplía a todo contenido societal que sea puesto y exista en la Internet. De esta manera, el navegador que se prefigura siempre refiere a posiciones en la Tierra, a pesar de que los contenidos que se encuentran y por los que se navega sean eminentemente virtuales o incluso cuya existencia no pueda ser georeferenciada, en cuyo caso el planeta, que es la interfaz visual del navegador, se presentaría en su totalidad como el punto de referencia para estos contenidos que no existen en un punto fijo sino en tanto que flujo de información y conocimiento humano.
Una consecuencia importante de esta Geosemántica es que el planeta digitalizado de los motores geográficos pueden ser entendidos como la corporización de una Noosfera, una Inteligencia Planetaria Unificada y visualmente reconocible como tal.